# Parroquia Atahualpa (Santa Elena)
Atahualpa es una de las 6 parroquias rurales que conforman el cantón Santa Elena perteneciente a la provincia del mismo nombre, conocida también como la ‘Capital o Imperio del Mueble’, La cabecera parroquial está ubicada a 17 kilómetros de Santa Elena y a 5 kilómetros de la vía Salinas - Guayaquil. Tiene una extensión territorial de 94.14 km², su densidad poblacional es de 108.84 hab. por km² y tiene una sola comuna conocida como Entre Ríos.

## Historia
Los Habitantes de la población de Santa Elena, particularmente personas dedicadas a la cría de ganado, desesperados por la carencia del líquido vital para la subsistencia de los seres vivientes, realizaban grandes desplazamientos para proveerse de agua en los manantiales, vertientes u “ojos de agua” que providencialmente encontraban. La caravana salía desde madrugada hasta alta horas de la noche, descansando en medio camino. Producto de esas migraciones, lejos de la ribera del Pacífico y con el único beneficio de contar en sus entrañas el ansiado elemento requerido para la sobrevivencia humana, se constituye un caserío al que se lo denomina Engabao (en lengua vernácula: “amistad con el agua”). Para diferenciarlo de los Engabao de Playas y del Morro, su nombre completo era “Engabao de Santa Elena”.
Ellos subsistían de la agricultura, y la ganadería, al llegar la sequía no pudieron seguir con su forma de vida y esto obligó a emigrar a otro sitio. Los que permanecieron en Engabao buscaron otra forma de vida, entre la actividad que empezaron a desarrollar fue la ebanistería. Utilizaban la leña seca para realizar trabajos rústicos que poco a poco fueron perfeccionando con la llegada de los ingleses en la parroquia Ancón, ya que ellos necesitaban la ayuda de ebanistas para realizar sus casas y es allí donde se perfeccionaron en la ebanistería, ya que tenían una habilidad para poder construir estas casas.
En 1976, al no justificarse la inversión que realizaban las empresas extrajeras, las minas petrolíferas se revierten al Estado. La desocupación dejó de ser un fantasma y se convierte en una dura realidad. Aparece, entonces la capacidad creativa y voluntad al trabajo, como la implementación de actividades artesanales en muchas de sus ramas, particularmente la ebanistería; ellos tenían voluntad de realizar sus trabajos de forma voluntaria; los habitantes de la parroquia Atahualpa tenían habilidades manuales. Consecuente con lo expuesto, los primeros habitantes de Engabao de Santa Elena fueron personas dedicadas a la crianza del ganado vacuno, caballar y caprino; labores alternadas con actividades agrícolas que se realizaban en las húmedas y fértiles tierras denominadas Entrerío, que se ubican paralelas al río El Tambo, cuya cabecera se sitúan en las colinas de Baños de San Vicente y desemboca en lo que hoy es la represa “Velasco Ibarra”. La tipicidad del nombre y su cercanía a los tradicionales sitios de asentamiento de los primitivos habitantes de la península, reafirma la hipótesis que nuestros antepasados los Sumpas frecuentaban el sector.

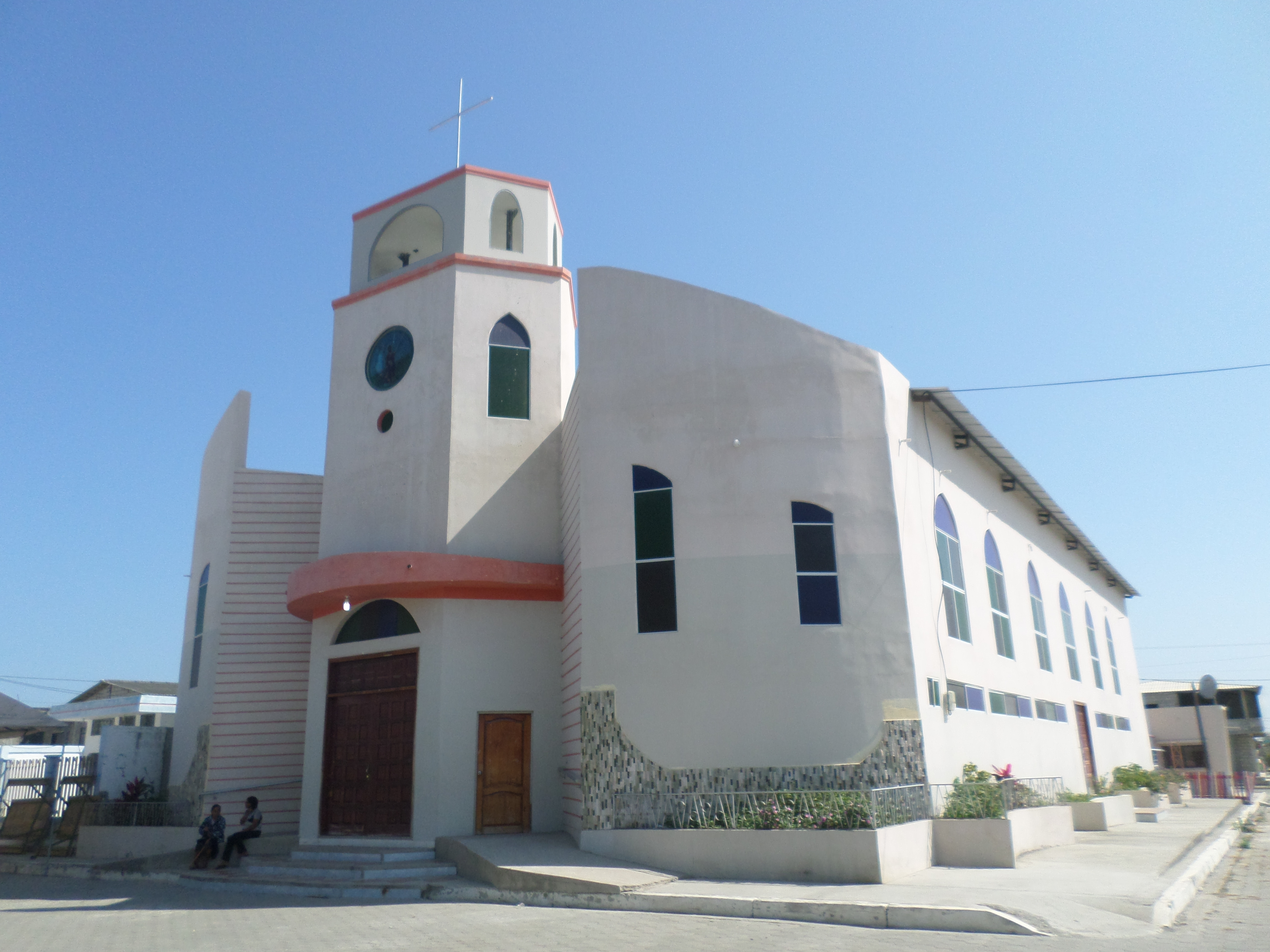
iglesia de Atahualpa

## Salud
En la parroquia Atahualpa la principal oferta de salud lo constituyen el centro de salud del Ministerio de Salud Pública, que cuenta entre su personal básico con un médico rural, una obstetras y una auxiliar de enfermería. La población de requerir servicio de hospitalización, debe salir de la parroquia y dirigirse al Hospital Liborio Panchana Sotomayor de Santa Elena, establecimiento con servicio de hospitalización, además de existir otras alternativas privadas tales como consultorios médicos.

## Gastronomía
Según la gastronomía se establece que santa elena tiene una similitud de platos típicos que se ofrecen en lugares de cinco; cuatro, tres estrellas o las diferente cabañas de caña que se encuentran en la provincia no solo de santa elena sino en la parroquia athahualpa los diferentes platos conocidos en esta parroquia son: 
Ceviches de: Camarón, concha, langosta es la que se encuentra en veda, pescado, pulpo, calamar, perro, ostión, almeja, mejillones, etc., los unos con otros constituyen los ceviches mixtos.
Sancocho de pescado: Caldo de pescado, yuca y verde. Pescado: Frito, asado, hornado, sudado, adornado con patacones
 Plátano Verde: Bolones con relleno de camarón, corviche, empanadas, chifles, y café con verde asado.
generalmente los platos conocidos en esta parroquia están llenos de mariscos y es muy conocido por el plátano verde

## Comunas de la Parroquia
Las organizaciones comunales son los organismos que reconoce la Constitución de la República del Ecuador, como una forma ancestral de organización territorial. Estas se encuentran integradas a la federación de comunas provincial de Santa Elena, que se constituyó hace un año. Las comunas son organizaciones muy activas en la zona rural, con un nivel importante de convocatoria y que se relacionan activamente con los diferentes gobiernos autónomos descentralizados. Según datos proporcionados por la federación de comunas de la provincia de Santa Elena existe una sola comuna en el territorio parroquial, que está legalmente constituida por la Ley de comunas de 1938, y actualmente regulada por el MAGAP, la misma que es una organización social que representan al territorio de la zona rural del cantón.
Toda su población es rural (Clasificación OECD: es población rural cuando la densidad poblacional es inferior a 100 h/km²) y se concentra en la cabecera parroquial, que está conformada por 11 barrios:
- 1 de enero
- 10 de Agosto
- Hogar de Cristo
- Eloy Alfaro
- Villamil
- Jimmy Candell
- 9 de Octubre
- San José
- Barrio Central
- Nuevo Atahualpa
- 5 de Junio

Otro centro poblado que pertenece a Atahualpa, aunque muy pequeño, es la comuna Entre Ríos; su importancia radica, en que en ella se inició la conformación de la parroquia. De este sector se desplazaron especialmente hacia la parroquia Ancón en busca de oportunidades de trabajo; en la
actividad petrolera o en la pesca.

## Economía

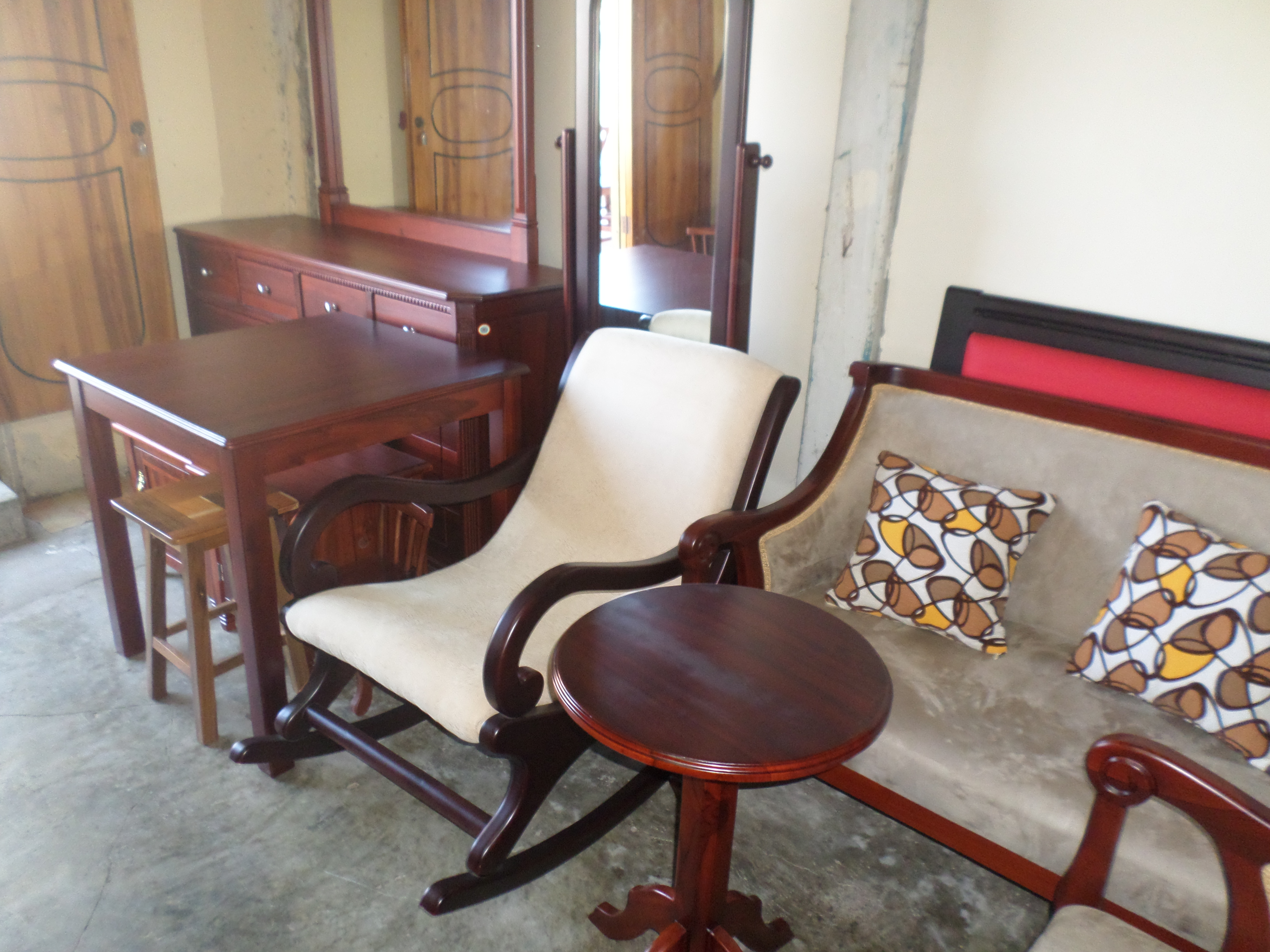
Trabajos de ebanistería de Atahualpa

En la parroquia Atahualpa existen 1.110 habitantes ocupados en diversas actividades, esta población se divide en actividades de agricultura,
silvicultura, ebanistería y caza estas actividades la realizan un 5.76% de la población, pero solo el 4.32% es asalariada en ella, en el ámbito poblacional ocupada en manufactura es 39.9% , sin embargo el 23.2% es asalariada, en el campo ocupacional de comercio al por mayor y menor es
del 9.1%, en este mismo campo poblacional pero asalariados existen 3.6% y por último la población ocupada en el sector público es del 13.5%.
Esta parroquia es referente emblemático del desarrollo y de la actividad artesanal, es conocida por sus artesanos de la madera; recorriendo sus barrios, encontramos talleres de ebanistería en los portales de casas; se dice que en la parroquia hay tres generaciones de artesanos de la madera y una historia reconocida, la mayoría aprendió el oficio de sus tíos o padres y ahora lo practican como una fuente de sustento; la tradición en Atahualpa siempre ha sido la utilización del guayacán como la madera predilecta por los artesanos, dicha madera se encuentra en veda por el Ministerio del Ambiente MAE, de allí a que se presenten en los últimos años serios problemas para la provisión de su principal materia de trabajo.

La mano de obra local se desplaza día a día a trabajar a diferentes lugares; La Libertad (destaca el comercio), Guayaquil (en la construcción), a la vecina parroquia de Chanduy (pesca e industria), a la comuna El Azúcar (en la agricultura) y otros sectores que ofrecen alguna oportunidad laboral.
La parroquia se ha convertido en un poblado “dormitorio”.

## Turismo
La parroquia tiene saliente hacia la playa que se aprovechan para potenciar el turismo, los principales eventos de turismo que se realizan en el lugar son ferias o exposiciones de las distintas creaciones de muebles de madera que realizan los artesanos que residen en la parroquia como motivo de emprendimiento.
La parroquia Atahualpa posee un sinnúmero de ecosistemas que hasta que no estén identificados por la comunidad y esta no tenga conocimiento de ello no podrán potenciar y valorar los servicios que los ecosistemas brindan, tal es el caso en el sector Río Culiche, podemos identificar un remanente de un tipo de bosque (bosque seco occidental).
Atahualpa es considerada como zona segura, libre de amenazas y riesgos naturales extremos.